# دان استراود
دن استراود (انگلیسی: Don Stroud؛ زادهٔ ۱ سپتامبر ۱۹۴۳) یک هنرپیشه اهل ایالات متحده آمریکا است.

## فیلم‌شناسی
از فیلم‌ها یا برنامه‌های تلویزیونی که وی در آن نقش داشته است می‌توان به مادر خونین اشاره کرد.